# Liparis (ryby)
Liparis – rodzaj morskich ryb skorpenokształtnych z rodziny dennikowatych (Liparidae).

## Klasyfikacja
Gatunki zaliczane do tego rodzaju:
| - Liparis adiastolus - Liparis agassizii - Liparis alboventer - Liparis antarcticus - Liparis atlanticus – dennik atlantycki - Liparis barbatus - Liparis bathyarcticus - Liparis bikunin - Liparis brashnikovi - Liparis bristolensis - Liparis burkei - Liparis callyodon – dennik plamisty - Liparis catharus - Liparis chefuensis - Liparis coheni - Liparis curilensis - Liparis cyclopus - Liparis dennyi - Liparis dubius - Liparis dulkeiti - Liparis eos - Liparis fabricii - Liparis fishelsoni | - Liparis florae - Liparis frenatus - Liparis fucensis - Liparis gibbus - Liparis grebnitzkii - Liparis ingens - Liparis inquilinus - Liparis kusnetzovi - Liparis kussakini - Liparis laptevi - Liparis latifrons - Liparis lindbergi - Liparis liparis – dennik - Liparis maculatus - Liparis marmoratus - Liparis mednius - Liparis megacephalus - Liparis meridionalis - Liparis micraspidophorus - Liparis miostomus - Liparis montagui - Liparis mucosus | - Liparis newmani - Liparis niger - Liparis ochotensis - Liparis owstoni - Liparis petschiliensis - Liparis pravdini - Liparis pulchellus - Liparis punctatus - Liparis punctulatus - Liparis quasimodo - Liparis rhodosoma - Liparis rotundirostris - Liparis rutteri - Liparis schantarensis - Liparis schmidti - Liparis takashimensis - Liparis tanakae - Liparis tartaricus - Liparis tessellatus - Liparis tunicatus - Liparis tunicatiformis - Liparis zonatus |

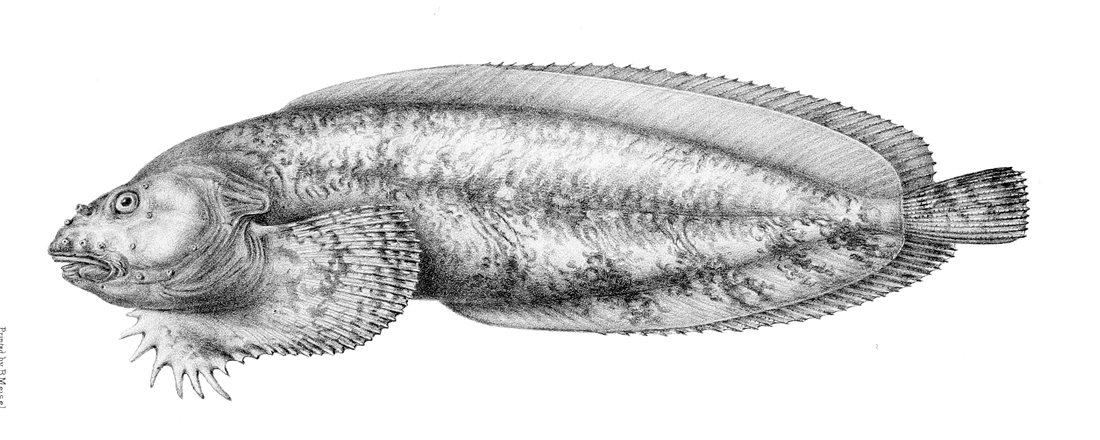
Liparis agassizii
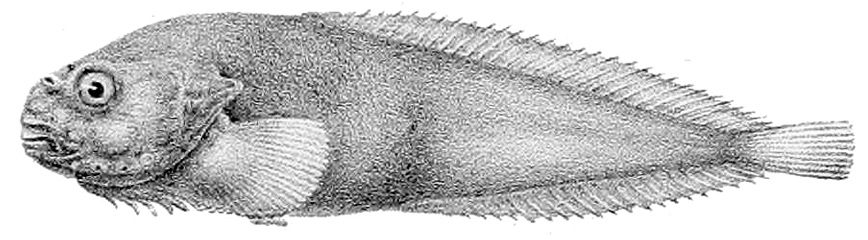
Liparis antarcticus
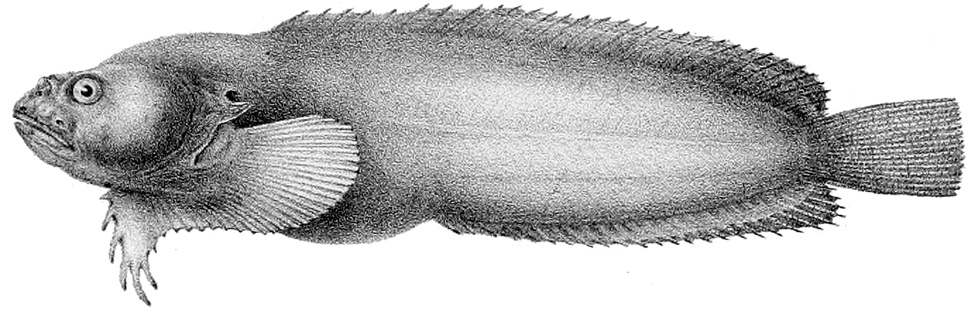
Liparis callyodon
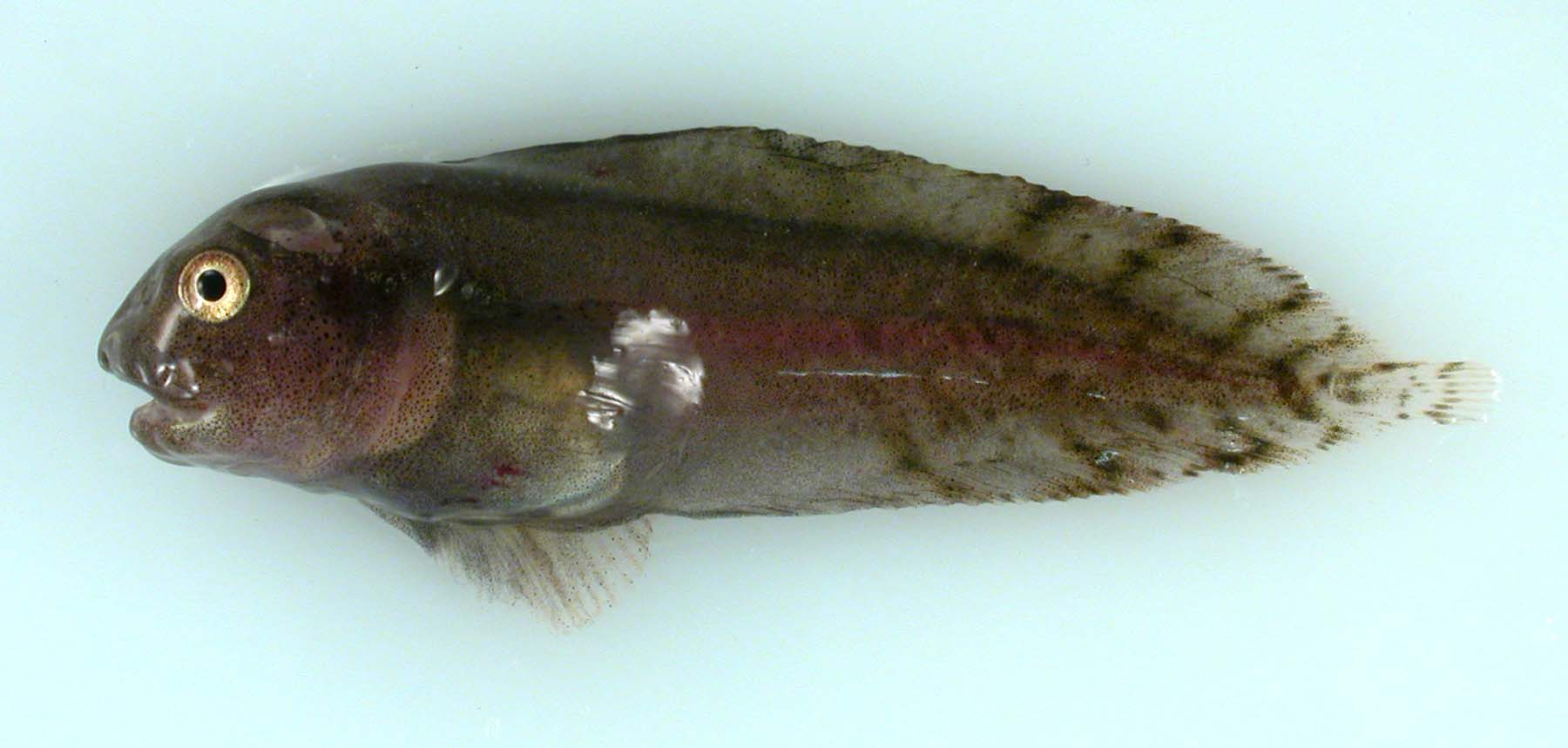
Liparis fabricii
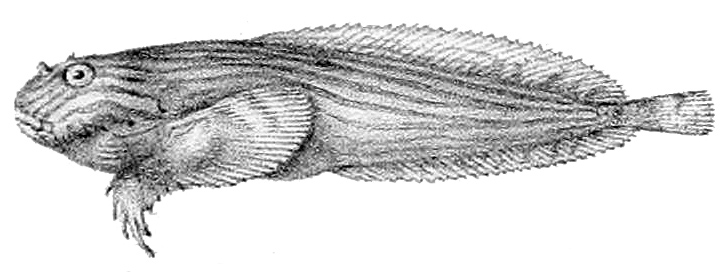
Liparis liparis
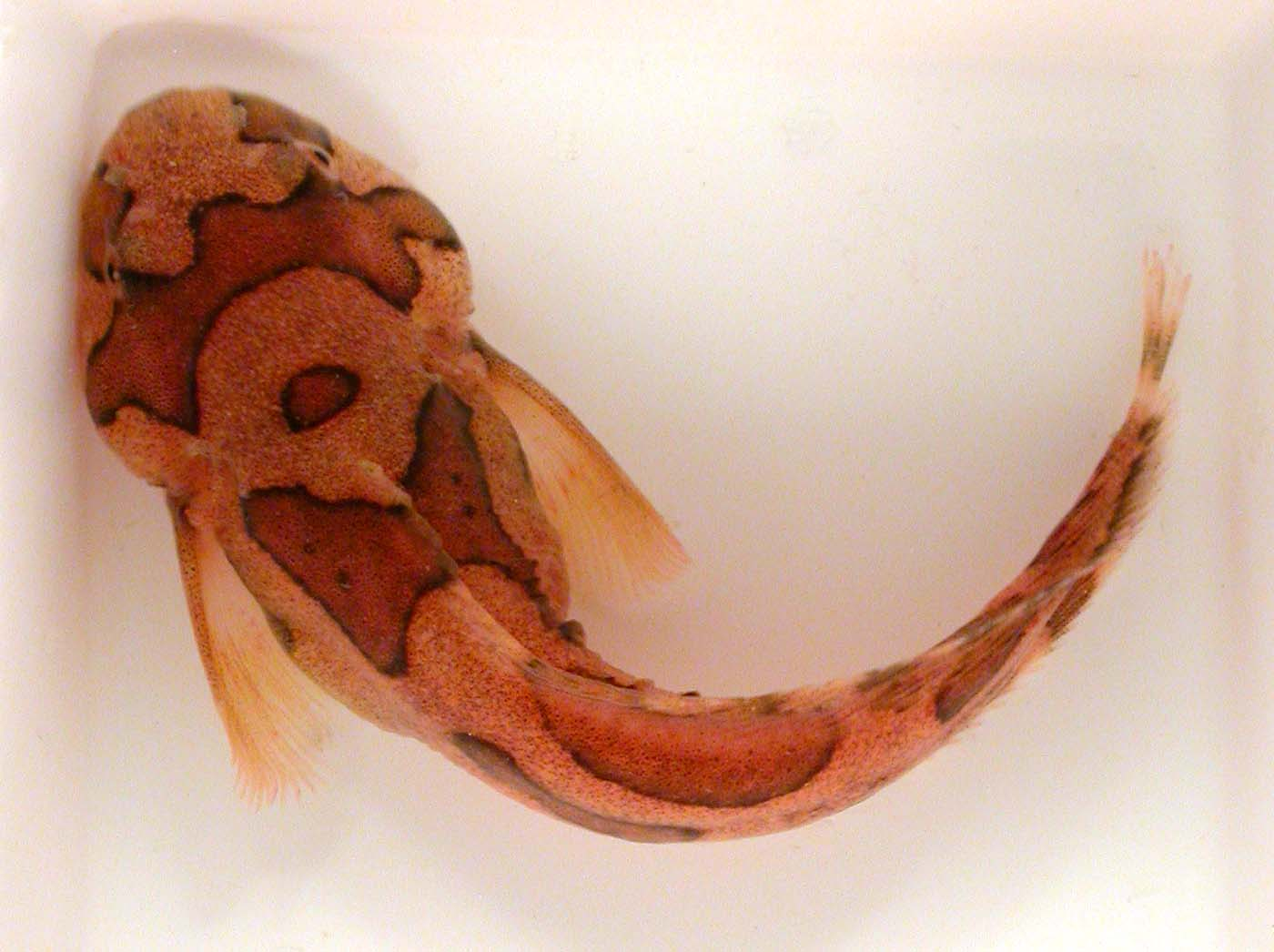
Liparis marmoratus
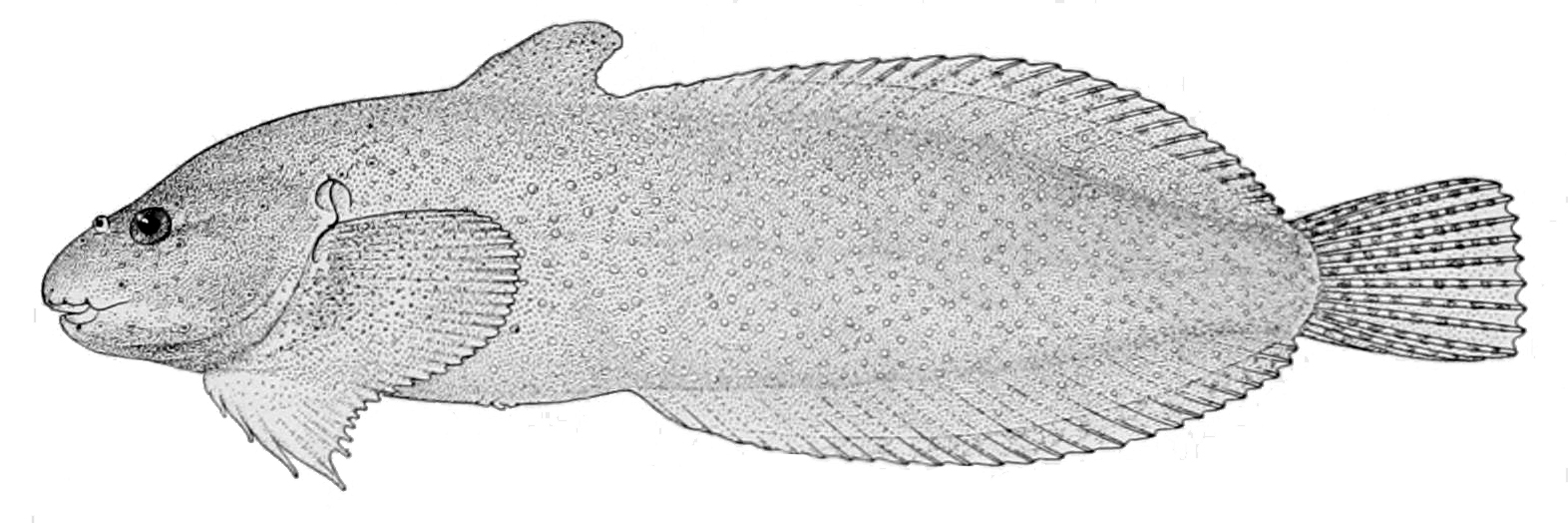
Liparis micraspidophorus
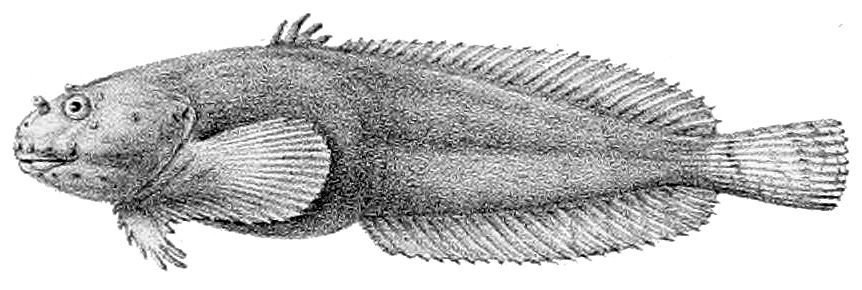
Liparis montagui
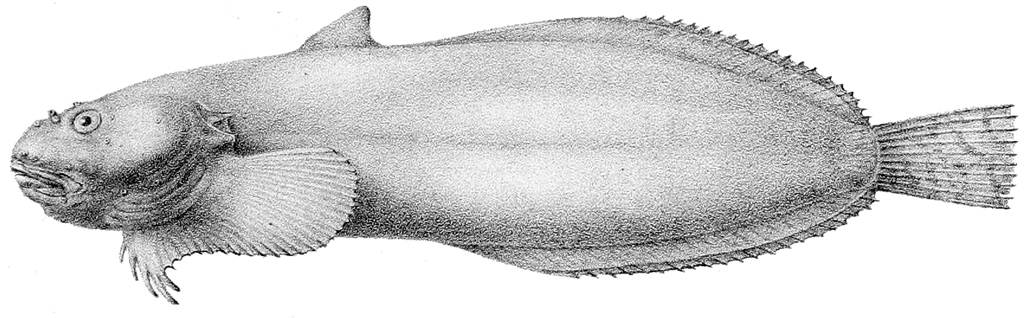
Liparis mucosus
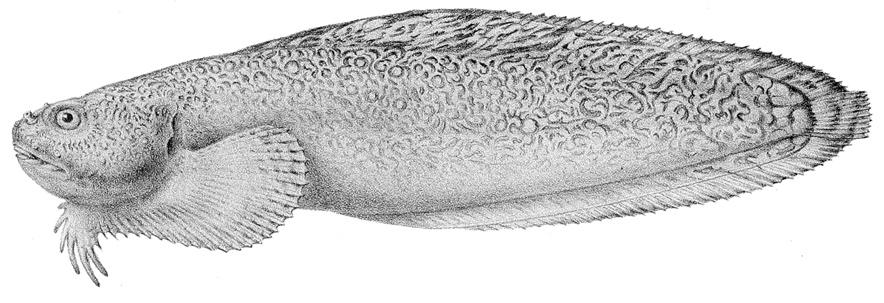
Liparis pulchellus